# اینترلوکین ۸

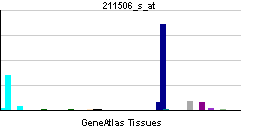
اینترلوکین ۸

اینترلوکین ۸ (انگلیسی: Interleukin 8) یکی از اینترلوکین‌های مهم بدن است که از گلبولهای سفید درشت‌خوار ترشح می‌شود و در پاسخهای التهابی و ایمنی نقش دارد. اینترلوکین هشت از گلبولهای سفید درشت‌خوار، لنفوسیت‌ و بافت اندوتلیال ترشح می‌شود و بر سلولهای نوتروفیل، بازوفیل و لنفوسیت مؤثر است. اصلیترین کارکرد این سایتوکین کیموتاکسی نوتروفیل‌ها است.